# انتفاخ البطن
انتفاخ البطن  أو التطبُّل هو أحد الأعراض التي يمكن أن تظهر على الأشخاص في أي عمر، حيث أنه يرتبط بشكل عام بالاضطرابات المعوية أو عند وجود بعض الأمراض العضوية، ولكن يمكن أن تظهر أيضًا هكذا لايشترط وجود سبب معين. حيث يشعر الشخص بضيق أو توتر في منطقة البطن. بالرغم من أن الشائع استخدام مصطلح تمدد البطن إلا أن تلك الأعراض قد يكون لها أبعاد فسيولوجية غير مفهومة.
فأولى الخطوات هو معرفة التاريخ الطبي المفصل والأسباب الأولية لتلك المشكلة واتخاذ الاستراتيجيات الدوائية اللازمة والتعديل من النظام الغذائي للتخفيف من تلك الأعراض غير المريحة.

## الأعراض
فالأعراض الأكثر شيوعًا هو إحساس أن البطن به شد وممتلئ أو منتفخ وأيضًا نادرًا ما يشعر الشخص بآلام أو ضيق في التنفس.
تلك الآلام يشعر فيها الشخص بشد في البطن وقد ينتقل الألم في أي مكان آخر بتغيير الوضع المفاجئ للجسم. ومن هنا قد يشتبه المريض بتلك الأعراض ويخطئ توصيف مكان وجود الألم ويعتقد أن لديه مشكلة بالقلب عند ينتقل الألم بالجانب الأيسر لمنطقة الصدر أو يعتقد أنه يشكو من المرارة أو الزائدة الدودية إذا تواجد الألم بالجزء الأيمن من منطقة البطن.
واحدة من أعراض وجود الغازات هي حدوث الفواق؛ فالفواق عملية غير ضارة وتتضاءل من تلقاء نفسها كما أنها تعمل على تحرير الغاز الناتج عن عملية الهضم قبل أن ينتقل إلى الأمعاء ويحدث الانتفاخ، ولكن قد تكون من الأسباب الهامة غير الشائعة للانتفاخ هو وجود مرض الاستسقاء أو وجود أورام.

## الأسباب
هناك العديد من المسببات للانتفاخ، منها أسباب طبية وأسباب غير طبية. بالرغم أن معظمها غير طارئ، إلا أن بعضها في حالات نادرة قد يستدعي التدخل الطبي الطارئ.

### الأسباب غير الطبية

#### ابتلاع الهواء
يتم ابتلاع الهواء عند الأكل خاصةً عند تناول مكسرات أو حلوى قاسية أو عند مضغ اللبان. بالإضافة إلى ذلك، فإن الأشخاص الذين يعانون من القلق هم أكثر عرضة لابتلاع الهواء وبالتالي التسبب في الانتفاخ.  الأكل بسرعة قد يسبب أيضاً في ابتلاع الهواء، لذلك فإن الأكل ببطؤ يحمي من الانتفاخ. إن التدخين يُسبب ابتلاع الهواء بكثرة مما يسبب الانتفاخ أيضاً.

#### النظام الغذائي
إن حصول تغيرات مفاجئة في نظامك الغذائي قد تؤدي إلى حصول الانتفاخ. هناك نظرية تقول أن البكتيريا الموجودة في القناة الهضمية تتغير حسب الطعام الذي يأكله الإنسان، وذلك يتسبب في الانتفاخ والغازات. بالإضافة إلى ذلك، فإن الإكثار من تناول الطعام يُسبب الانتفاخ أيضاً.

#### بعض أنواع الأطعمة
إن الأطعمة الغنية بالكربوهيدرات خاصةً الكربوهيدرات البسيطة التي تفتقر للألياف تُسبب الانتفاخ كونها تدخل مجرى الدم بسرعة، ومن الأمثلة على تلك الأطعمة هي المعجنات، الخبز، العصائر المضاف عليها السكر، والحلويات. بالإضافة إلى ذلك، فإن الأطعمة التي تحتوي على الدهون، الملح، الصودا، والحليب قد تُسبب الانتفاخ أيضاً. قد يواجه جسمك مشكلة في هضم اللاكتوز وهو مكوّن أساسي في الحليب ومشتقات الألبان مما قد يسبب الانتفاخ. بالإضافة إلى ذلك، فقد يواجه جسمك مشكلة في هضم الفركتوز ويوجد طبيعياً في بعض أنواع الفواكه خاصةً المجففة منها وبعض الأطعمة أيضاً مثل البصل والثوم والعسل.

### الأسباب الطبية

#### متلازمة القولون المتهيج
تُسبب متلازمة القولون المتهيج الانتفاخ وعدة أعراض أيضاً تشمل آلام البطن، الغازات، الامساك، والإسهال.

#### داء الأمعاء الالتهابي
يُسبب داء الأمعاء الالتهابي مثل التهاب القولون التقرحي وداء كرون الانتفاخ وعدة أعراض أيضاً تشمل الإسهال، قرحة المعدة، آلام البطن، خسارة الوزن، وأنيميا.

#### حرقة المعدة
تشمل أعراض حرقة المعدة ألم حارق في الصدر بعد الأكل أو خلال الليل وألم يسوء عند الاستلقاء بالإضافة إلى طعم حامضي في الفم. قد تُسبب حرقة المعدة أيضاً الانتفاخ. 

#### أسباب طبية أخرى
- عدم تحمل الطعام
- زيادة الوزن
- اختلال التوازن الهرموني
- داء الجيارديات
- اضطراب الأكل
- عوامل نفسية صحية مثل الضغط، القلق، الاكتئاب، والعديد منها.
- بعض الأدوية
- الدورة الشهرية

### أسباب طبية جدية تستدعي التدخل الطبي
- سرطان المبيض
- أمراض الكبد
- الفشل الكلوي
- قصور القلب الاحتقاني. [12]

- حساسية الجلوتين.[12]
- قصور البنكرياس.[12]
- ثقب في الجهاز الهضمي.[12]